# Komeet Ikeya-Seki
De komeet Ikeya-Seki (officieel C/1965 S1, 1965 VIII en 1965f) is een zeer heldere langperiodieke zonscherende komeet, ontdekt op 8 september 1965 door de Japanse amateursterrenkundigen Karou Ikeya en Tsutomu Seki. In oktober 1965 passeerde de komeet op ongeveer 450.000 km van het oppervlak van de Zon. Het was vooral na de periheliumpassage een opvallende verschijning aan de zuidelijke sterrenhemel. Het kon onder een zuivere hemel bij daglicht worden waargenomen, als de zon door een huis of een opgestoken hand werd afgedekt. In Japan, waar ze werd gezien op een halve graad van de zon, werd ze beschreven als tienmaal helderder dan de volle maan. Het was een van de helderste kometen van de 20e eeuw. Deze komeet wordt dan ook vaak "de grote komeet van 1965" genoemd.
Brian G. Marsden heeft geopperd dat de komeet Ikeya-Seki en een nog helderder komeet uit 1882 van eenzelfde moederlichaam zijn afgesplitst, mogelijk de komeet uit 1106.